# نمس (جامه)

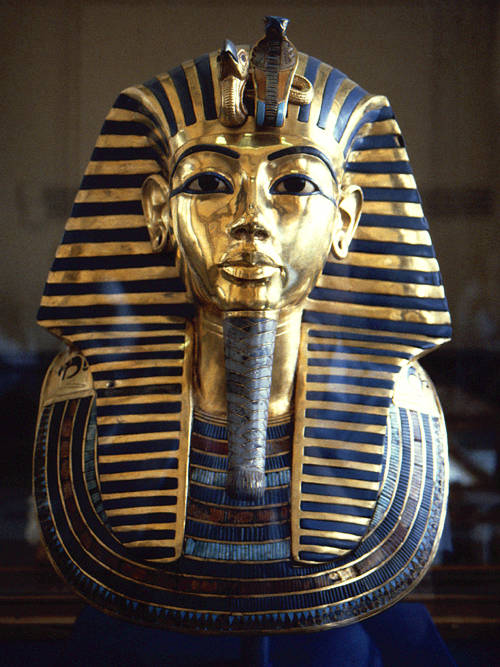
نمس زرین مربوط به مومیایی توت‌عنخ‌آمون

نِمِس پوششی راه راه است که فرعون‌ها در مصر باستان بر سر می‌گذاشتند. نمس، تاج، پشت سر و پشت گردن (گاهی تا پشت فرد) را می‌پوشانید؛ دو لبه داشت که از دو سوی سر آویزان می‌شد و بخشی که در پشت گوش‌ها و جلوی شانه‌ها قرار می‌گرفت. نمس گاهی با تاج دوتایی ترکیب می‌شد (مانند آنچه که رامسس دوم بر سر دارد). کهن‌ترین نمس پیدا شده با اورائوس همراه بود و مربوط به دن از دودمان نخست مصر بود. نمس، تاج نیست اما به تنهایی نماد قدرت فرعون‌ها است.